# Armadura (combate)

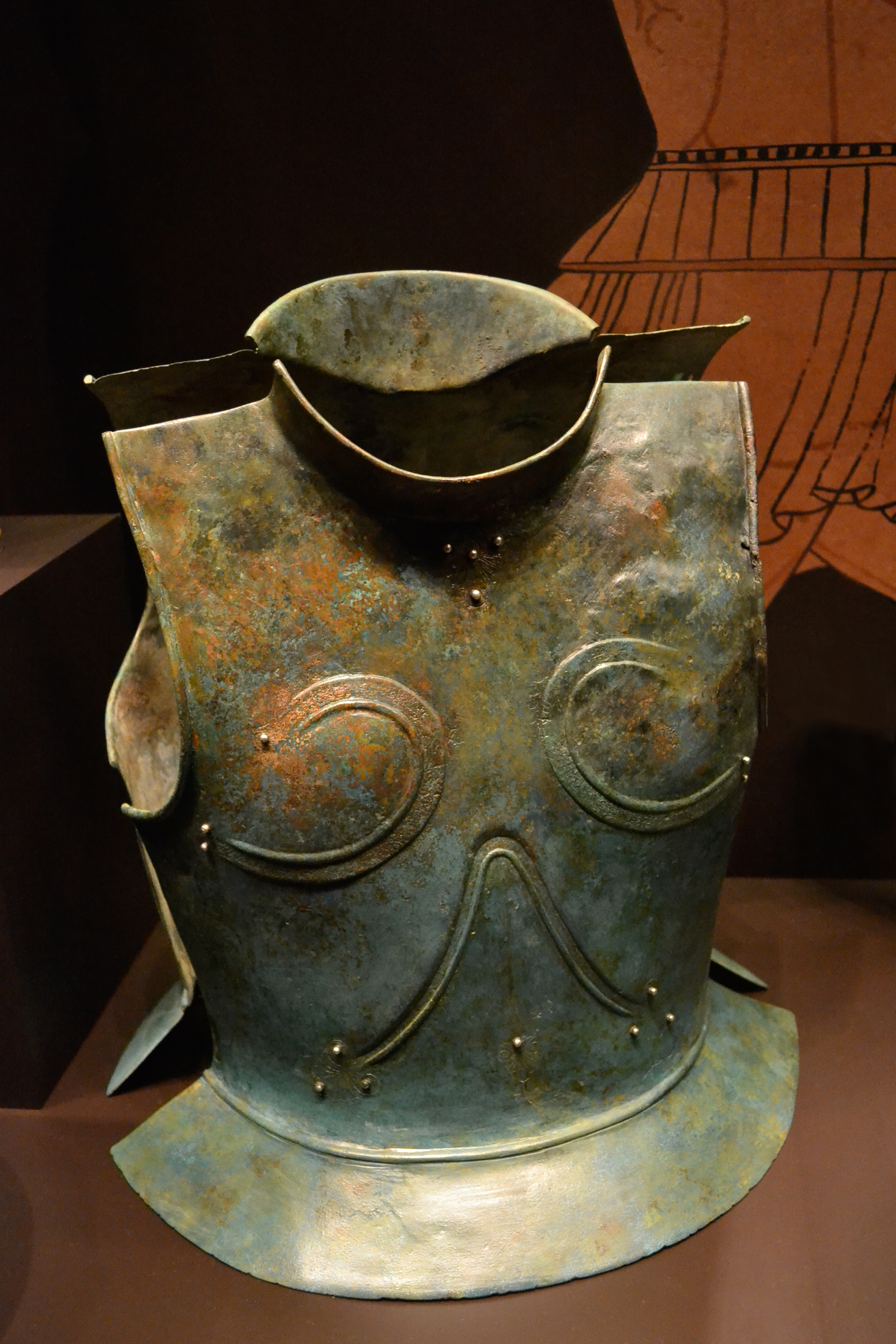
Coraza griega de la Época Arcaica, fechada entre 620 y

La armadura es una vestidura dedicada a proteger diversas partes del cuerpo de los ataques de un oponente. Es parte de las denominadas "armas defensivas" y aunque puede estar fabricada de muchos materiales, entre ellos cuero, madera, cuentas de concha, hueso e incluso algodón y fibras naturales; la palabra es comúnmente relacionada con la armadura metálica asiático-europea.

## Primeras armaduras

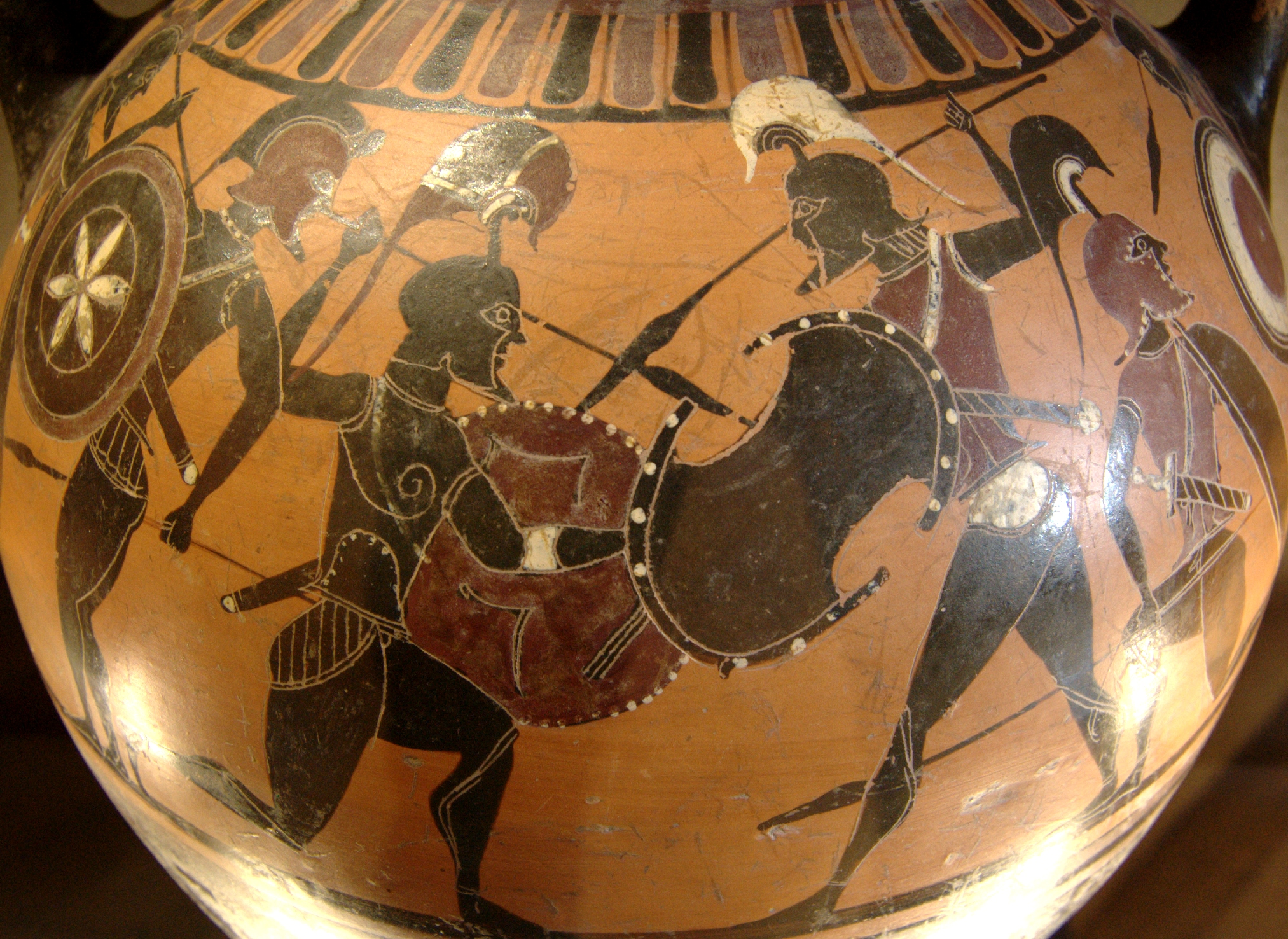
Hoplitas con su armadura en un ánfora (pintor Prometeo).

El origen de la armadura en Occidente se remonta al segundo milenio a. C. en Oriente Próximo, siendo en principio una coraza de cuero endurecido o lino acolchado, a veces recubierta de placas o escamas de metal y completado con un casco. En tiempos anteriores, soldados sumerios y egipcios aparecen sin ninguna protección apreciable. Durante el Imperio Nuevo, el ejército egipcio la adoptó de los pueblos siriopalestinos, y de hecho, la representación más temprana hallada procede de la tumba de Kenamon que vivió durante el reinado de Amenhotep II (1436-1411 a. C. aprox.) Las más caras eran corazas de metal, como el thórax griego, a veces ricamente decorada con grabados y relieves para ceremonias y desfiles, mientras se seguían usando las más baratas de cuero o acolchadas, como el linotórax que los griegos emplearon de la época micénica a la helenística, finalmente sustituidas por la cota de malla desde el siglo III al siglo I a. C.Entre los caldeos y asirios, a tenor de lo que aparece en los relieves de la época, se usaba un casco de bronce de forma algo cónica, la coraza de cuero cubierta de láminas metálicas y unos botines de cuero duro o guarnecidos también con láminas.
Los griegos micénicos tenían también una armadura muy completa de bronce, siendo un ejemplo conservado la Panoplia de Dendra (1400 a. C.), que constaba de peto con espaldar y protección para el cuello y hombros, un faldillar compuesto de tres placas de bronce, yelmo y grebas. Se desconoce por qué cayó en desuso, aunque es probable que se deba a los tumultos provocados por los Pueblos del Mar alrededor del 1200 a C.

## Hoplitas

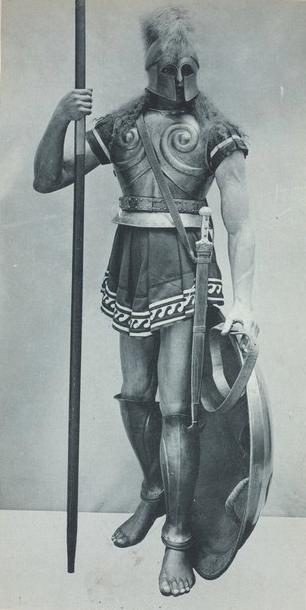
Hoplita, colección de impresión de las costumbres militares Vinkhuijzen.

Los soldados griegos (hoplitas) solían llevar una túnica corta que terminaba en pliegues simétricos y sobre ella una coraza para el tronco, formada por tiras de cuero con piezas metálicas o bien solo dos piezas (peto y espaldar) que cubrían pecho y espalda y se unían con tiras metálicas o correas sobre los hombros, mientras que la parte delantera de las piernas se defendía con las cnémides o canilleras. Para resguardo de la cabeza se usaron cascos de variadas formas, alcanzando mayor perfección el beocio compuesto de visera y apéndice nasal o apéndices para defender el cuello por los lados.

## Roma

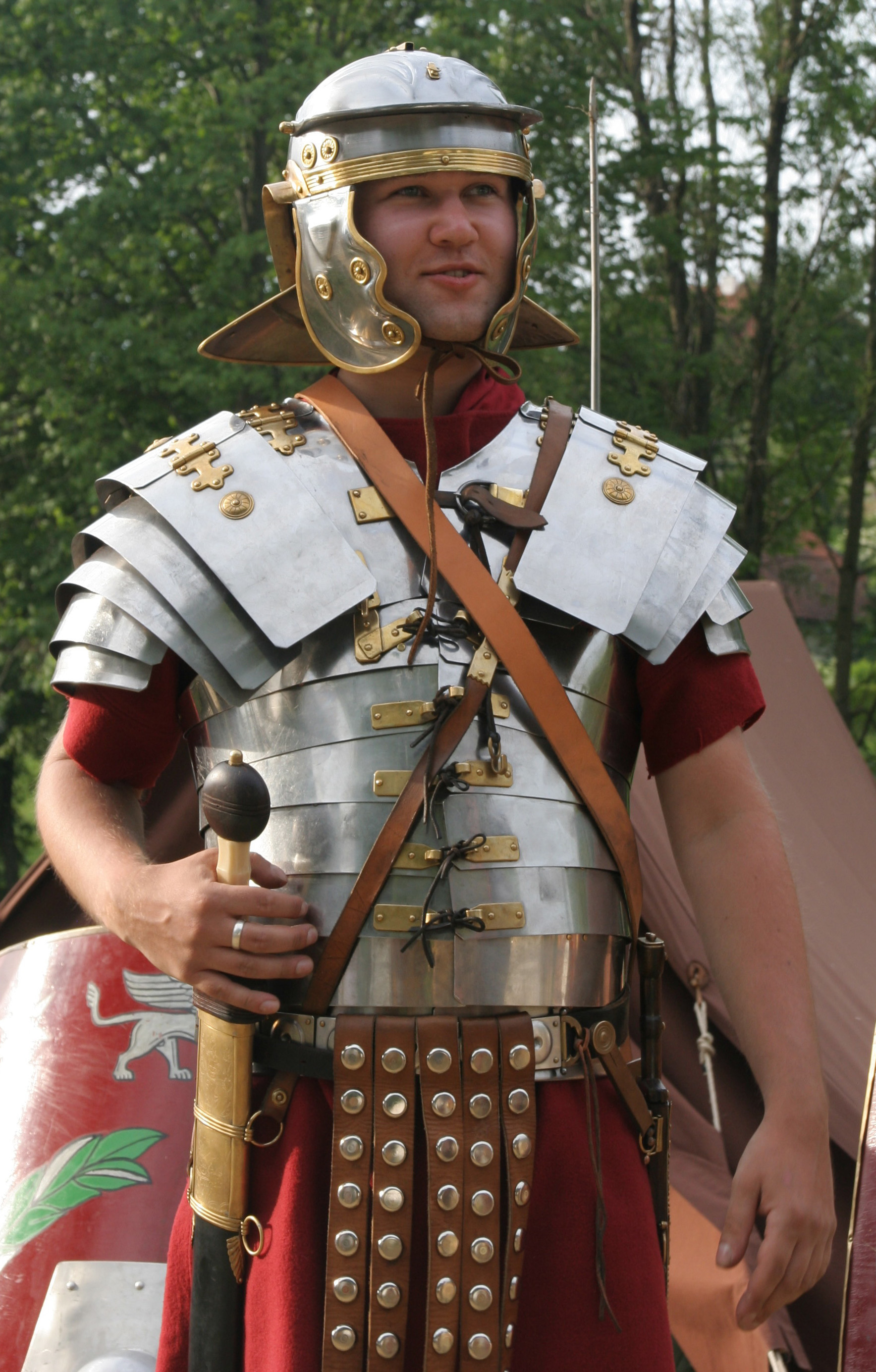
Recreación de la lorica segmentata, armadura típica de los romanos durante los siglos y.

Los guerreros romanos de los primeros siglos defendían su cabeza con la gálea o casco de cuero y placas metálicas y el tronco por medio de una armadura también de pequeñas placas. Después de la conquista de las Galias se adoptó el cassis o casco de metal (usado antes por celtas e íberos) con yugulares, cubrenuca y cota de malla para el tronco. Sin embargo, algunos cuerpos especiales del ejército empleaban corazas especiales:
- Los vélites, cuerpos de infantería ligera que lideraban el ataque, llevaban ócreas o resguardos metálicos (de bronce) en la pierna izquierda. Estos eran escogidos de los ciudadanos más pobres y jóvenes.[3] Para protección, contaban con un escudo redondo de tres pies.[4]
- Los hastarios o hastati (armados de lanza) los llevaban a la derecha, según la parte que adelantaban al combatir.
- Los legionarios protegían el pecho y la espalda con una loriga o coraza flexible de tiras de hierro y el brazo con un brazal corto de bronce.
- Los escuadrones de caballería llevaban en su lugar la lorica squamata o la plumata, dispuesta en forma de escamas de metal cosidas sobre el cuero o tela fuerte. Se ceñía la loriga de cualquier tamaño que fuese con el cingulum o cinctum, cinturón de cuero chapeado de metal y sujeto con fíbula, del cual pendía la espada. Esta se llevaba también pendiente del balteus, propio de los jefes, que iba terciado ante el pecho desde el hombro derecho hasta el lateral izquierdo de la cintura.
- Los emperadores y otros altos jefes de la milicia romana se servían de una coraza de dos piezas (peto y espaldar) adornadas con relieves y adaptadas perfectamente al tronco, según aparece en sus estatuas, y sobre ella vestían el paludamentum, especie de clámide larga y holgada que estuvo en uso durante el Imperio, y a la vez llevaban sobre el casco una cimera o apex y un penacho o crista al modo griego, lo que también era propio y distintivo de los centuriones.

## Asia
La armadura oriental tiene una larga historia, en las dinastías de la antigua China. En la historia de Asia Oriental se utilizaban habitualmente armaduras laminadas, como la armadura lamelar, y estilos similares a la cota de malla y la brigantina. Más tarde también se utilizaron las corazas y las placas. En la época anterior a la dinastía Qin, la armadura de cuero se fabricaba con piel de rinoceronte. El uso de armaduras de placas de hierro en la península de Corea se desarrolló durante la Confederación de Gaya del 42 - 562 d. C. El hierro se extraía y refinaba en los alrededores de Gimhae (Provincia de Gyeongsang del Sur, Corea del Sur). Utilizando un diseño de placas verticales y triangulares, los conjuntos de armadura de placas consistían en 27 o más placas curvas individuales de 1–2 mm de grosor, que se aseguraban entre sí mediante clavos o bisagras. Los conjuntos recuperados incluyen accesorios como protectores de hierro para los brazos, protectores para el cuello, protectores para las piernas y armaduras para caballos. El uso de estos tipos de armadura desapareció en la península de Corea tras la caída de la Confederación de Gaya en manos de la dinastía Silla, durante la época de los tres reinos (Tres Reinos de Corea) en el año 562 de la era cristiana.

## Edad Media y Moderna

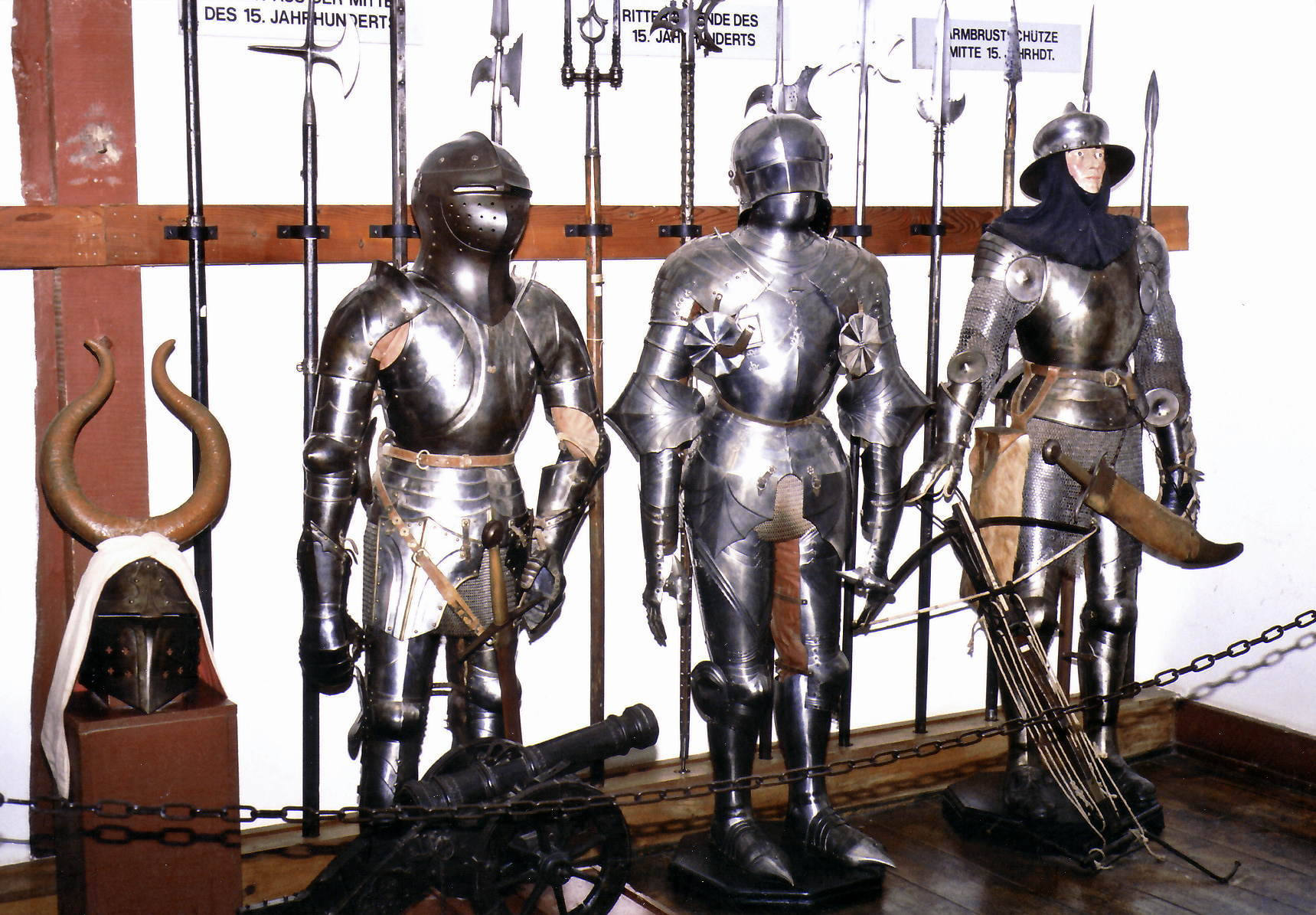
Armaduras alemanas de la Baja Edad Media.

En la Edad Media, después de las invasiones de los pueblos del Norte y aún más en la época de las Cruzadas se generalizó el uso de la loriga, formada por escamas (la coracina) o por un tejido de tirillas, anillitos o cadenitas de acero llamado cota de malla que vestían los militares sobre una especie de jubón acolchado, conocido por los nombres de gambesón, gambax, perpunte y velmez, para amortiguar los golpes de las armas enemigas. Sobre la mencionada loriga, que llegó en el siglo X hasta cubrir los brazos y muslos, llevaban los caballeros una sobreveste o cota de armas, que más tarde se adornó con los emblemas y figuras propias distintivas de cada uno.
Para resguardo de la cabeza se usó en los primeros siglos medievales un sencillo casco de metal de forma cónica sin visera ni yugulares, al cual se añadió en el siglo X el apéndice nasal recto. Debajo de dicho casco o de otro semiesférico llamado capellina llevaban los guerreros una especie de toca monjil hecha de malla que llegaba hasta cubrir el cuello, conocida con el nombre de almófar o de camal, y hacia fines del siglo XII se transformó el casco en yelmo casi plano por arriba con visera y barbera reteniendo a veces el almófar por debajo. En el siglo XIV, el yelmo se hizo más redondeado, se le adornó con cresta o cimera y se le dotó de visera movible. En el siglo XV se añadieron las variedades de yelmo llamadas almete y celada y se adoptó con frecuencia (lo mismo que en el siglo siguiente) la elegante borgoñota, parecida al casco beocio y que dejaba la mayor parte de la cara al descubierto.
La armadura de placas de acero, unidas entre sí con ganchos, tuercas, aldabillas y clavos sujetas al guerrero mediante correas y hebillas, empezó a usarse en el siglo XIV y alcanzó toda su perfección a fines del XV, transformándose a mediados del siglo XVI en una vestidura de gala para el guerrero, adornada y embellecida con los primores del arte escultórico y de las industrias metálicas. Decayó notablemente en el siglo XVII a medida que se perfeccionaban las armas de fuego y en siglo XVIII solamente los coraceros continuaron usando armadura.

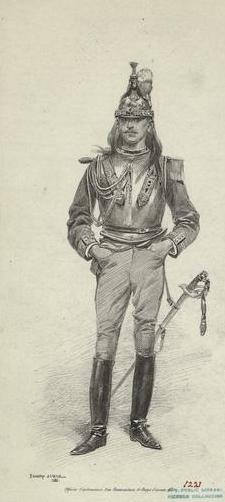
Coracero francés del (Édouard Detaille, 1885).

Contrariamente al mito, la armadura no dejó de utilizarse debido la invención de la pólvora, ya que una armadura de placas podría detener a una larga distancia un disparo y a corta distancia podría disminuir la lesión. La razón por la que dejaron de usarse, era el coste de equipar un ejército con ellas. Alrededor de 1600 a 1610, se sigue utilizando por coraceros, que disminuyeron gradualmente la cantidad de piezas de la armadura para mantener solo la coraza y los cascos de hierro. Los coraceros alcanzaron una mayor notoriedad durante las guerras napoleónicas, y aun estaban en el campo durante las primeras etapas de la Primera Guerra Mundial. En la actualidad, constituyen las tropas ceremoniales de diversos países.

### Armadura blanca o arnés: Armadura completa de placas metálicas

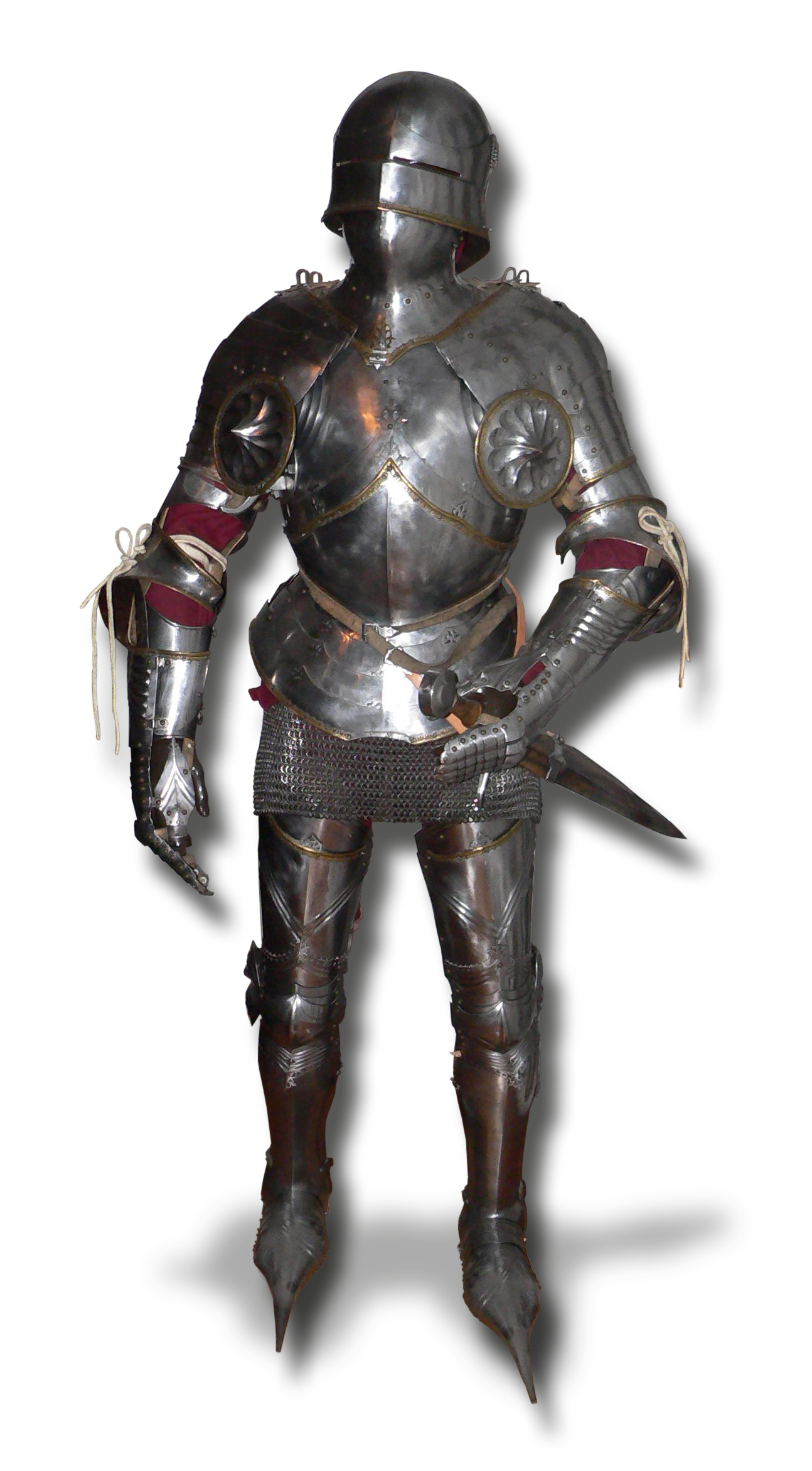
Armadura medieval al completo.

Una armadura completa consta de numerosas piezas articuladas, habiendo llegado a reunirse hasta el número de 250 en un solo combatiente con el peso de unos 25 a 30 kg, pero las más comunes e importantes se reducen a unas 25, distribuidas en los cuatro grupos de cabeza, tronco y extremidades superiores e inferiores, sin incluir las armas, en cuyo caso constituye una panoplia.
Para resguardo de la cabeza servían:
- el yelmo y sus similares protegiendo la parte superior y formado por morrión, visera y barbera
- el morrión: era la parte alta del casco, donde solía haber la cimera
- la visera que cubría el rostro
- la barbera, o 'barbote', para la boca y la barbilla
- la gola que defendía el cuello por delante
- la cubrenuca que defendía el cuello por detrás.

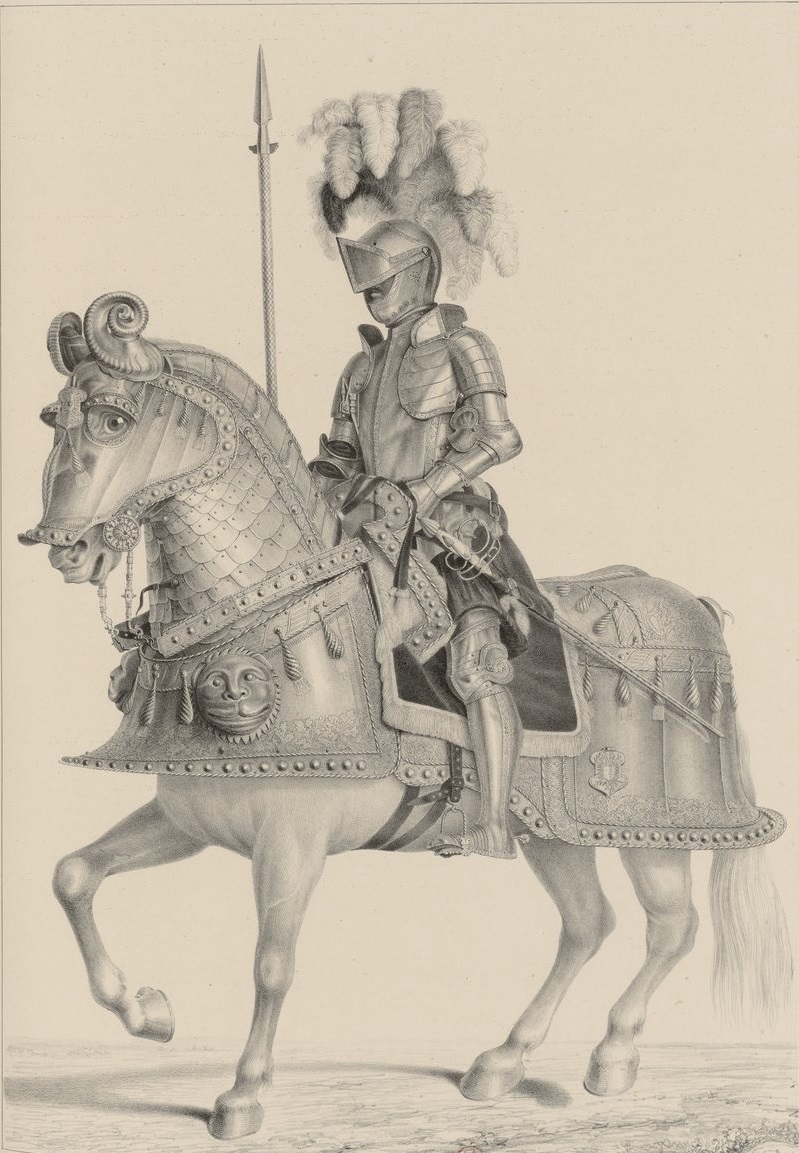
Armadura de Carlos V a caballo, pieza de la Armería Real de España

Para defensa del cuerpo se aplicaban:
- el gorjal o gorguera en la parte alta del pecho y espalda, llegando a sustituir a la gola
- el peto, en el resto del pecho
- las escarcelas que llegaban algo más abajo que el anterior
- los escarcelones, especie de escarcelas que se prolongaban con articulaciones hasta las rodillas
- el guardarrenes, para los lomos
- la pancera para el vientre, hecha de malla
- la culera, para los glúteos, también fabricada de malla

Las extremidades superiores se cubrían con:
- las hombreras en el hombro
- los guardabrazos en la parte superior del brazo
- las sobaqueras en las axilas
- los codales en el codo
- los brazales en el antebrazo
- los cangrejos en la parte opuesta del codo
- las manoplas en las muñecas y manos
- los guanteletes en los dedos y la mano

Las extremidades inferiores se protegían por:
- los quijotes o musleras para defensa de los muslos
- las rodilleras para las rodillas
- las grebas para las piernas
- los escarpes y zapatos herrados para el pie
- la tarja o tarjeta, que se añadía a dichas piezas en las justas y consistía en un escudito que se fijaba en la parte superior e izquierda del peto y que llevaba pintado el emblema y la divisa del caballero noble.

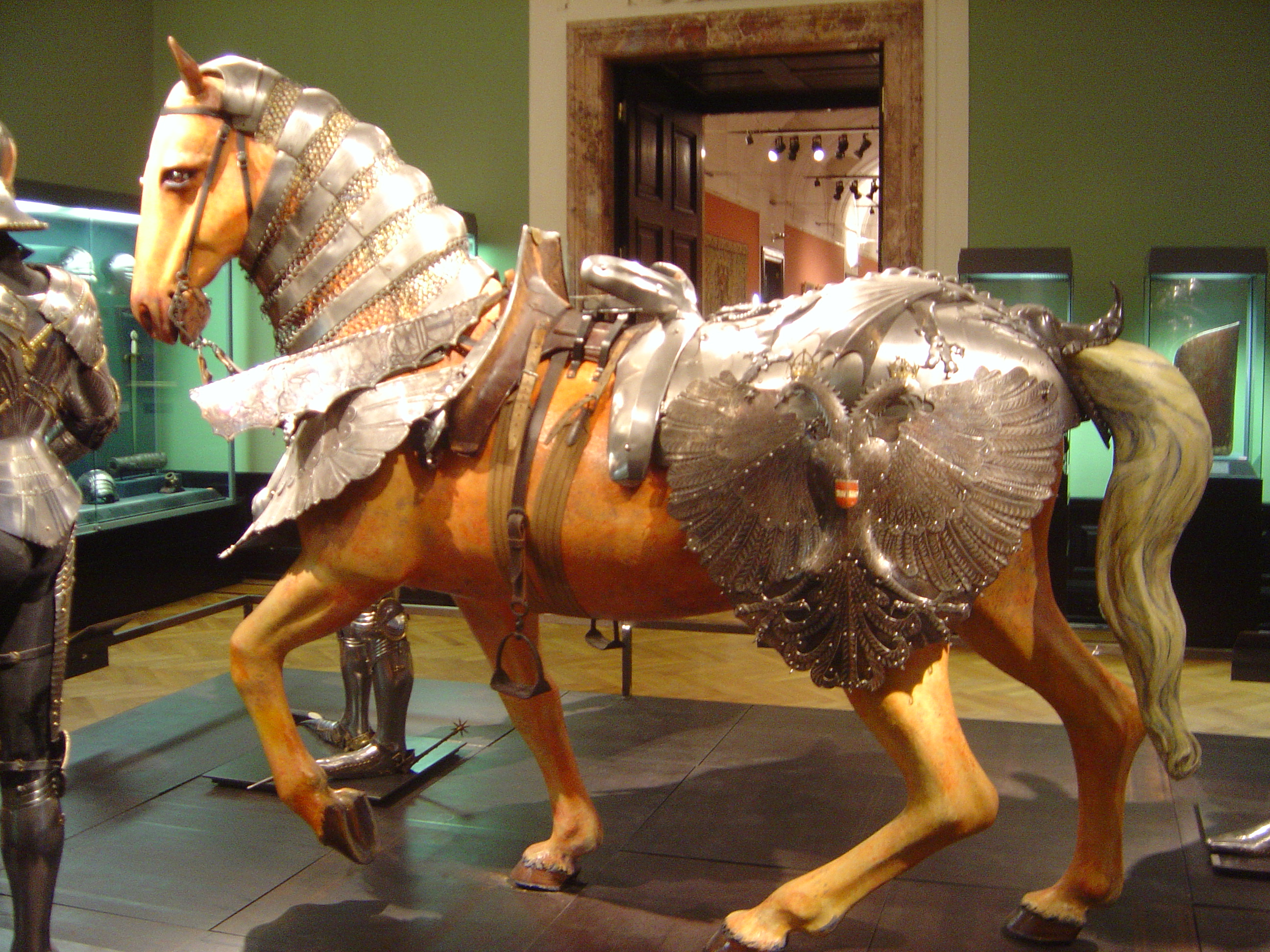
Armadura de caballo.

Hubo también armadura para los caballos por lo menos desde el siglo XII, la cual lleva el nombre de barda. Se completó en el siglo XVI y comprende las siguientes piezas:
- testera o frontal para la cabeza
- capizana para las crines
- petral o pechera para la parte frontal
- flanquera para los lados
- barda o grupera para la grupa

## Tipos de armadura
- De trinchera. Se designa con este nombre algunas de aquellas que por su extraordinario peso no podían usarse más que al amparo de defensas que permitieran al guerrero ofender al adversario sin moverse de un lugar. En la Armería Real española hay una rodela de las llamadas de sitio que pesa 19 kg, aunque solo tiene 61 cm de diámetro. Estos escudos los llevaban los pajes y solo los utilizaban sus dueños en el momento en que al asomarse a la trinchera habían de descubrir el cuerpo.
- De tonelete. Servía para combatir a pie y compuesta de launas articuladas, cubría todo el cuerpo, sin embarazar los movimientos.
- Maximilianas. Es una transformación de la armadura milanesa. Son todas estriadas o acanaladas, excepto las grebas. Su peso varía generalmente de 23 a 25 kg.
- Normandas. Así se designan, generalmente, los arneses caballerescos del siglo XI, porque la célebre tapicería de Bayeux representa a los normandos marchando a la conquista de Inglaterra.
- Para perros. Las que se hacían en los siglos XVI y XVII para defender a los lebreles en la caza de jabalíes, osos y ciervos. Generalmente eran de cuero, como se ven representadas en algunos cuadros, pero también las había de hierro grabadas y cinceladas.[6]

## Armaduras a toda prueba
Desde remotos tiempos las armaduras eran sometidas a diferentes pruebas para apreciar su resistencia. Plutarco, al tratar del sitio de Rodas, dice que trajeron a Demetrio Poliórcetes dos corazas y el maestro Zoilo, que las había forjado, hizo que sobre ellas se disparasen dardos lanzados por una catapulta colocada a veinte pasos, sin conseguir más que dejar en el hierro una ligera abolladura.
Después se abandonó este sistema, pues hasta el siglo XIV no vuelve a hablarse de armaduras de prueba y de media prueba. Las probadas con ballesta de torno se decían de toda prueba o a prueba, y las que solo lo eran con flecha lanzada por el arco o la ballesta sencilla de gancho, se llamaban de media prueba.
Desde el siglo XVI se usaron las armas de fuego con objeto de probar la resistencia de las armaduras, y las señales de las balas servían, alguna vez, para aumentar sus elementos decorativos, haciéndolas centro de una flor, un rosetón u otro ornato. Por esto cuando en rodelas, petos y corazas se ven marcas de balas, no hay que creer siempre que las llevaba puestas su dueño al recibir el disparo.
En los arneses de la gente de armas, se probaba el peto y el espaldar, y para la caballería ligera, únicamente el primero. En la Armería Real española hay varias armaduras que la tienen, pudiendo citarse una brigantina española de fines del siglo XV, que lleva, en alguna de sus launas, la doble marca que acredita la prueba con ballesta de torno. Otras piezas presentan huellas de balas de arcabuz, como la armadura de Felipe III, que tiene siete, adornadas con perlas de plata y tres en el espaldar, una de las cuales perforó el acero. También en una rodela se ve otra, siendo de notar que las balas de prueba, como disparadas de cerca, dejaban señales más hondas que las recibidas en la guerra.